# La pródiga (pel·lícula de 1946)
La pródiga és una pel·lícula espanyola de 1946 dirigida per Rafael Gil Álvarez sobre la novel·la homònima de Pedro Antonio de Alarcón

## Sinopsi
Tres joves candidats al parlament arriben a un poble en el qual una marquesa arruïnada és la persona més influent. Aquesta dona amb un passat aventurer ara viu arruïnada pel fet que practica la caritat amb tot el poble, per aquest motiu sigui coneguda com "la pròdiga". Entre ella i l'idealista Guillermo sorgeix un amor.

## Repartiment
- Rafael Durán - Guillermo de Loja
- Paola Barbara - Julia Castro Alarcón
- Juan Espantaleón - tío Antonio
- Guillermo Marín - Enrique
- Ángel de Andrés - Miguel
- Fernando Rey - José
- José Prada - Conde de las Acacias
- José María Lado - Cura
- Irene Caba Alba - Francisca
- Mari Carmen Díaz de Mendoza - Brígida
- Maruchi Fresno - María
- Joaquina Almarche - Duquesa de Carmona
- Manuel Arbó - Alcalde
- José Franco - Gordito
- Félix Fernández - Secretario
- Fernando Fresno - Juan
- Alicia Romay - Pura
- Manuel Requena - Elector
- José Jaspe - Conde de Zuera
- José López Rubio - Diputado
- Francisco Rabal

## Premis
Segona edició de les Medalles del Cercle d'Escriptors Cinematogràfics
| Categoria              | Nominats        | Resultat  |
| ---------------------- | --------------- | --------- |
| Millor actor principal | Rafael Durán    | Guanyador |
| Millor actor secundari | Fernando Rey    | Guanyador |
| Millor fotografia      | Alfredo Fraile  | Guanyador |
| Millor música          | Juan Quintero   | Guanyador |
| Millors decorats       | Enrique Alarcón | Guanyador |

Premis del Sindicat Nacional de l'Espectacle de 1946 (2n lloc)